# Lista chorążych reprezentacji Brytyjskich Wysp Dziewiczych na igrzyskach olimpijskich
Lista chorążych reprezentacji Brytyjskich Wysp Dziewiczych na igrzyskach olimpijskich – lista zawodników i zawodniczek reprezentacji Brytyjskich Wysp Dziewiczych, którzy podczas ceremonii otwarcia nowożytnych igrzysk olimpijskich nieśli flagę Brytyjskich Wysp Dziewiczych.

## Chronologiczna lista chorążych
| Lp. | Rok i miejsce     | Chorąży          | Dyscyplina          |
| --- | ----------------- | ---------------- | ------------------- |
| 1   | 1984, Sarajewo    | Erroll Fraser    | Łyżwiarstwo szybkie |
| 2   | 1984, Los Angeles | Lindel Hodge     | Lekkoatletyka       |
| 3   | 1988, Seul        | Willis Todman    | Lekkoatletyka       |
| 4   | 1992, Barcelona   | Karl Scatliffe   | Lekkoatletyka       |
| 5   | 1996, Atlanta     | Keita Cline      | Lekkoatletyka       |
| 6   | 2000, Sydney      | Keita Cline      | Lekkoatletyka       |
| 7   | 2004, Ateny       | Dion Crabbe      | Lekkoatletyka       |
| 8   | 2008, Pekin       | Tahesia Harrigan | Lekkoatletyka       |
| 9   | 2012, Londyn      | Tahesia Harrigan | Lekkoatletyka       |
| 10  | 2014, Soczi       | Peter Crook      | Narciarstwo dowolne |
| 11  | 2016, Rio         | Ashley Kelly     | Lekkoatletyka       |